# 小果香草
小果香草（学名：Lysimachia microcarpa）是报春花科珍珠菜属的植物。分布于缅甸以及中国大陆的云南等地，生长于海拔1,500米至2,150米的地区，多生长在溪边、林下和草丛中。

## 别名
小果排草（云南热带亚热带植物区系研究报告）

## 异名
- Lysimachia microcarpa Hand.-Mazz. ex Wu var. eglandulosa C. Y. Wu